# Ванн (Оклахома)
Ванн (англ. Wann) — місто (англ. town) в США, в окрузі Новата штату Оклахома. Населення — 95 осіб (2020).

## Географія
Ванн розташований за координатами 36°54′53″ пн. ш. 95°48′17″ зх. д. / 36.91472° пн. ш. 95.80472° зх. д. (36.914675, -95.804685).  За даними Бюро перепису населення США в 2010 році місто мало площу 0,44 км², уся площа — суходіл.

## Демографія
Згідно з переписом 2010 року, у місті мешкало 125 осіб у 49 домогосподарствах у складі 36 родин. Густота населення становила 285 осіб/км².  Було 60 помешкань (137/км²).
Расовий склад населення:
| - 69,6 % — білих - 17,6 % — корінних американців - 0,8 % — чорних або афроамериканців |

До двох чи більше рас належало 12,0 %. Частка іспаномовних становила 0,8 % від усіх жителів.
За віковим діапазоном населення розподілялося таким чином: 25,6 % — особи молодші 18 років, 55,2 % — особи у віці 18—64 років, 19,2 % — особи у віці 65 років та старші. Медіана віку мешканця становила 39,3 року. На 100 осіб жіночої статі у місті припадало 92,3 чоловіків;  на 100 жінок у віці від 18 років та старших — 102,2 чоловіків також старших 18 років.
Середній дохід на одне домашнє господарство  становив 54 048 доларів США (медіана — 50 625), а середній дохід на одну сім'ю — 55 327 доларів (медіана — 50 625). За межею бідності перебувало 8,9 % осіб, у тому числі 4,5 % дітей у віці до 18 років та 17,2 % осіб у віці 65 років та старших.
Цивільне працевлаштоване населення становило 87 осіб. Основні галузі зайнятості: виробництво — 25,3 %, освіта, охорона здоров'я та соціальна допомога — 20,7 %, транспорт — 14,9 %, будівництво — 10,3 %.